# Médersa Nadir Devonbegui

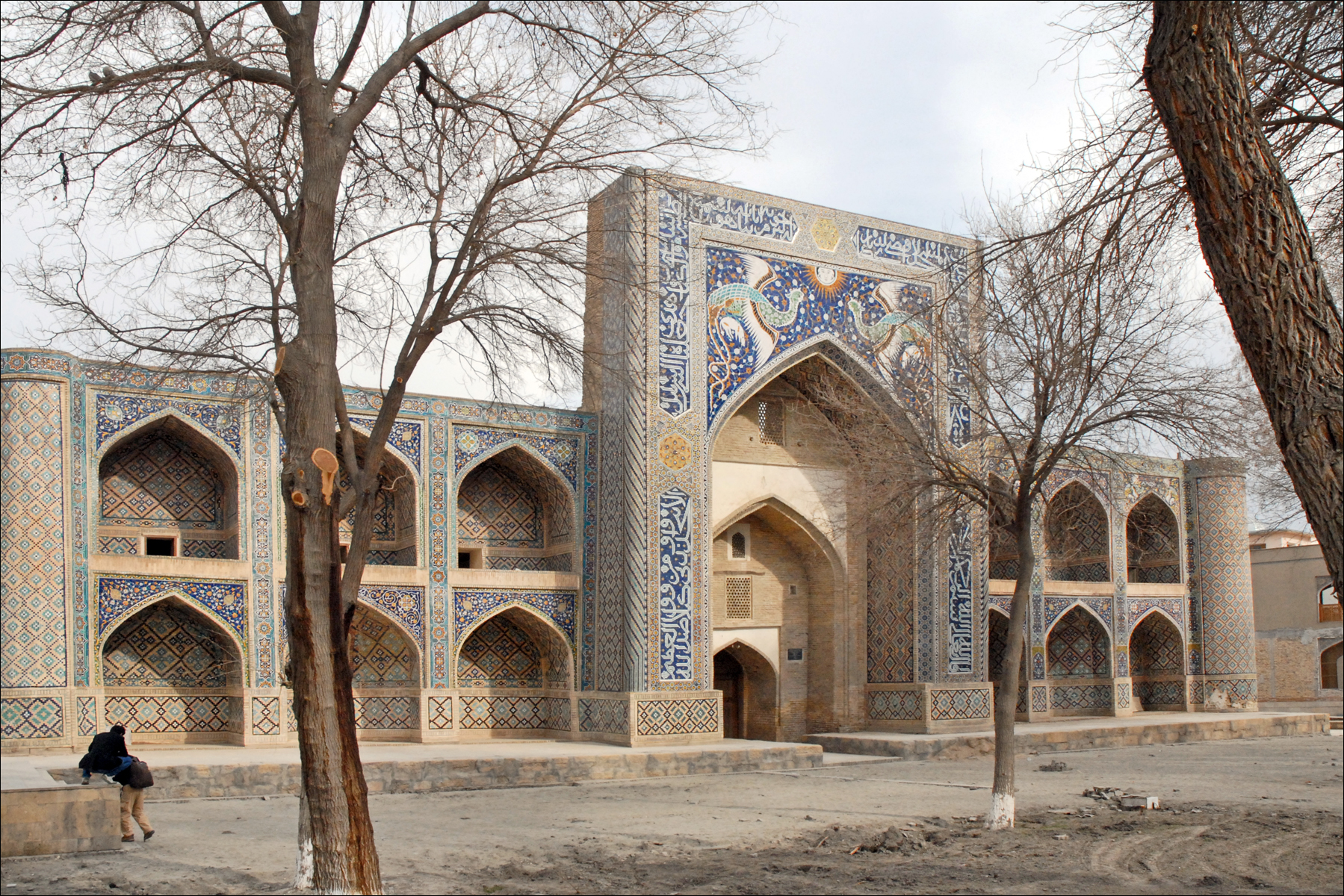
La médersa Nadir Devonbegui (Boukhara, Ouzbékistan) (5680501848)

La médersa Nadir Devonbegui ou médersa Nadir Divan-Beg se situe dans l'ensemble architectural du XVIe siècle-XVIIe siècle Liab i Khaouz, à Boukhara en Ouzbékistan. Cette médersa a été édifiée au temps du khanat de Boukhara en 1622-1623 par le khan Imam Quli (en), pour le beğ du Divan (« chef de l'administration » du khanat) Nadir beğ (ru), pour servir de caravansérail, mais a ensuite été utilisé comme médersa. En 1993, cette médersa a été inscrite dans la liste du patrimoine mondial UNESCO, en même temps que d'autres bâtiments du centre de Boukhara.

## Architecture et localisation

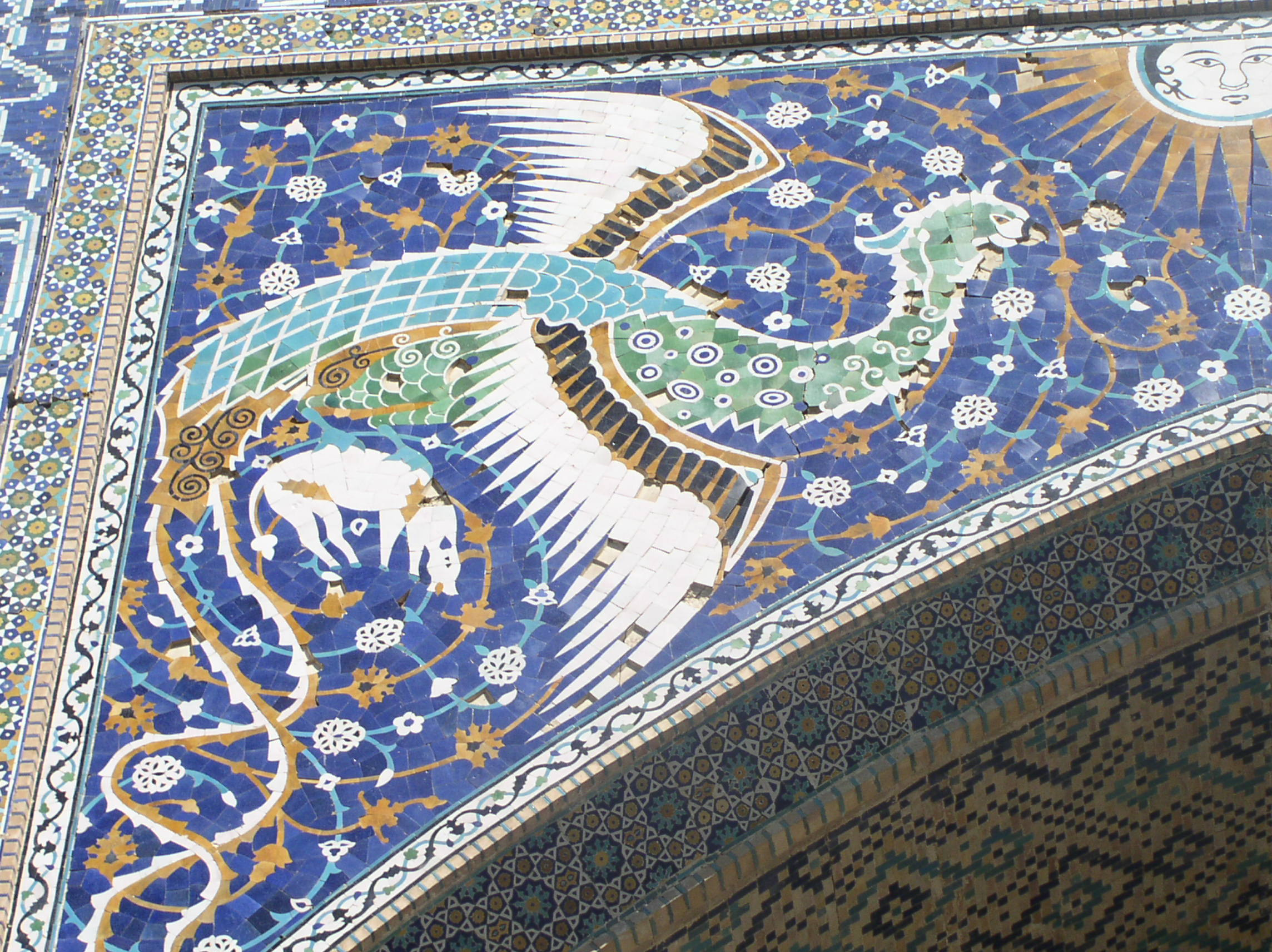
Simurgh sur le portail de la médersa Nadir Divan-Beghi, Boukhara, Ouzbékistan

La médersa du beğ du Divan nommé Nadir, appelée Nadir Devon-Beğ se situe dans la partie orientale du complexe Liab i Khaous, en face du khanqah du beğ du Divan, Nadir, formant ainsi un ensemble de type qoş. Sur l'axe central du qoş se trouve le Lyab-i-Khaous. Du fait de la transformation du caravansérail initial en médersa, il résulte qu'il n'y a pas de salle de conférence, élément typique des médersas, et que seules des cellules monacales (xug‘ra) sont disposées autour de la cour centrale.
Dans l'architecture d'Asie centrale, généralement, au lieu de placer l'entrée principale dans l'axe du portail, c'est une ouverture en treillis qui y est placée tandis que le portail donne sur d'autres ailes du bâtiment. Cependant, dans la médersa Nadir Devon beğ, c'est une entrée étroite, ménagée dans la portail, qui mène directement à un patio. Le portail est décoré de mosaïques représentant deux daims tenus dans leurs serres par deux oiseaux mythologiques Simorgh, qui regardent le soleil. Des vestiges de mosaïques subsistent également sur les façades latérales.

## Légende
Selon la légende, Nadir, beğ du Divan du khanat, avait planifié la construction d'un caravansérail : la place Liab i Khaous était à cette époque commerçante et animée mais ne disposait pas d'un emplacement pour les caravanes. Pendant l'inauguration du bâtiment, le vizir Imam Quli-khan se trompa dans son discours et parla de belle médersa au lieu de parler d'un caravansérail. Pour ne pas contredire le vizir, l'édifice est alors appelé médersa. Cela correspondait d'ailleurs à son emplacement en face d'une khanqah (auberge religieuse). Nadir, beğ du Divan, malgré cette confusion initiale, n'en a pas moins été considéré comme un mécène par zakât (« don charitable ») de l'islam.

## Galerie

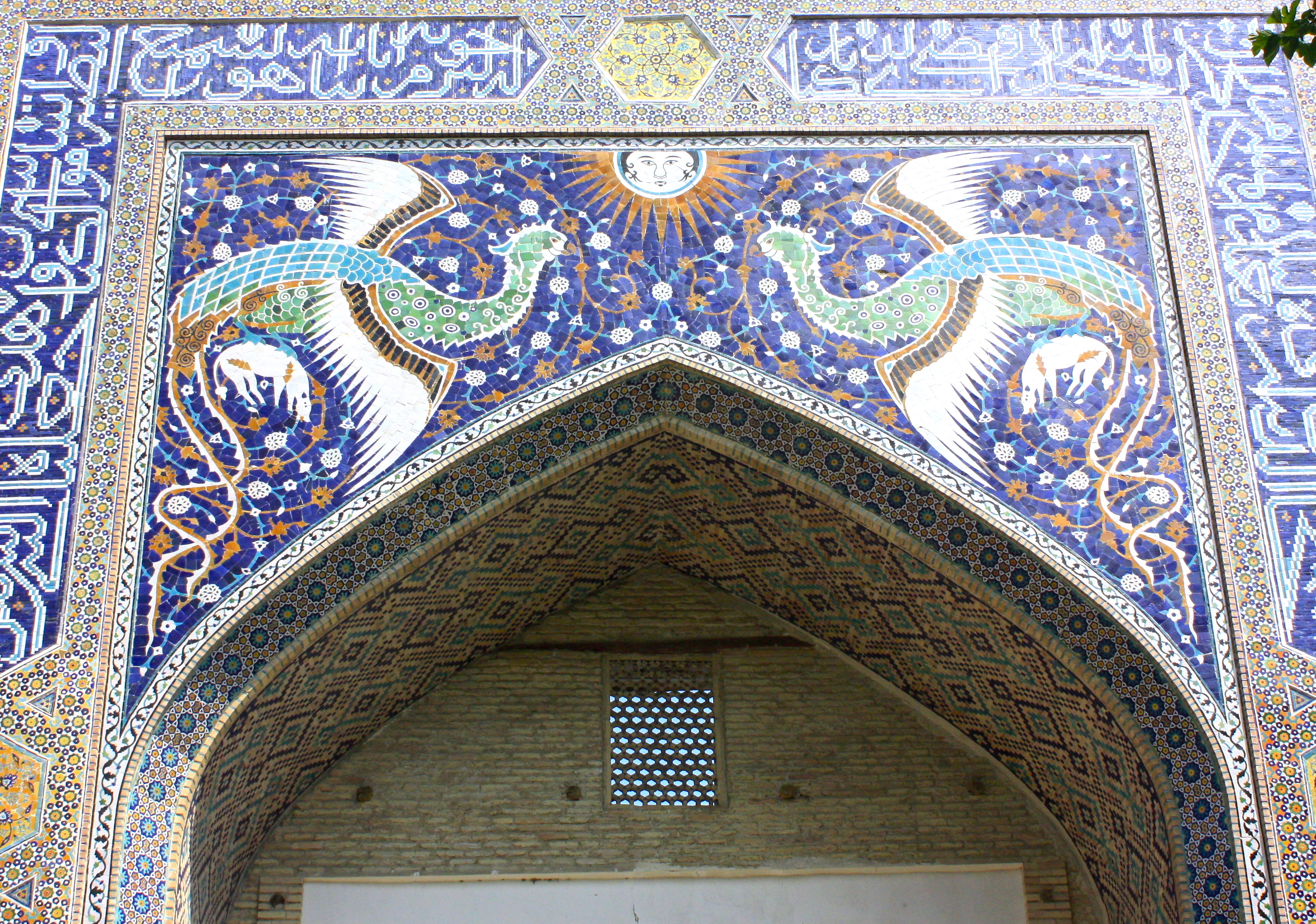
Le portail : les deux oiseaux Simorgh
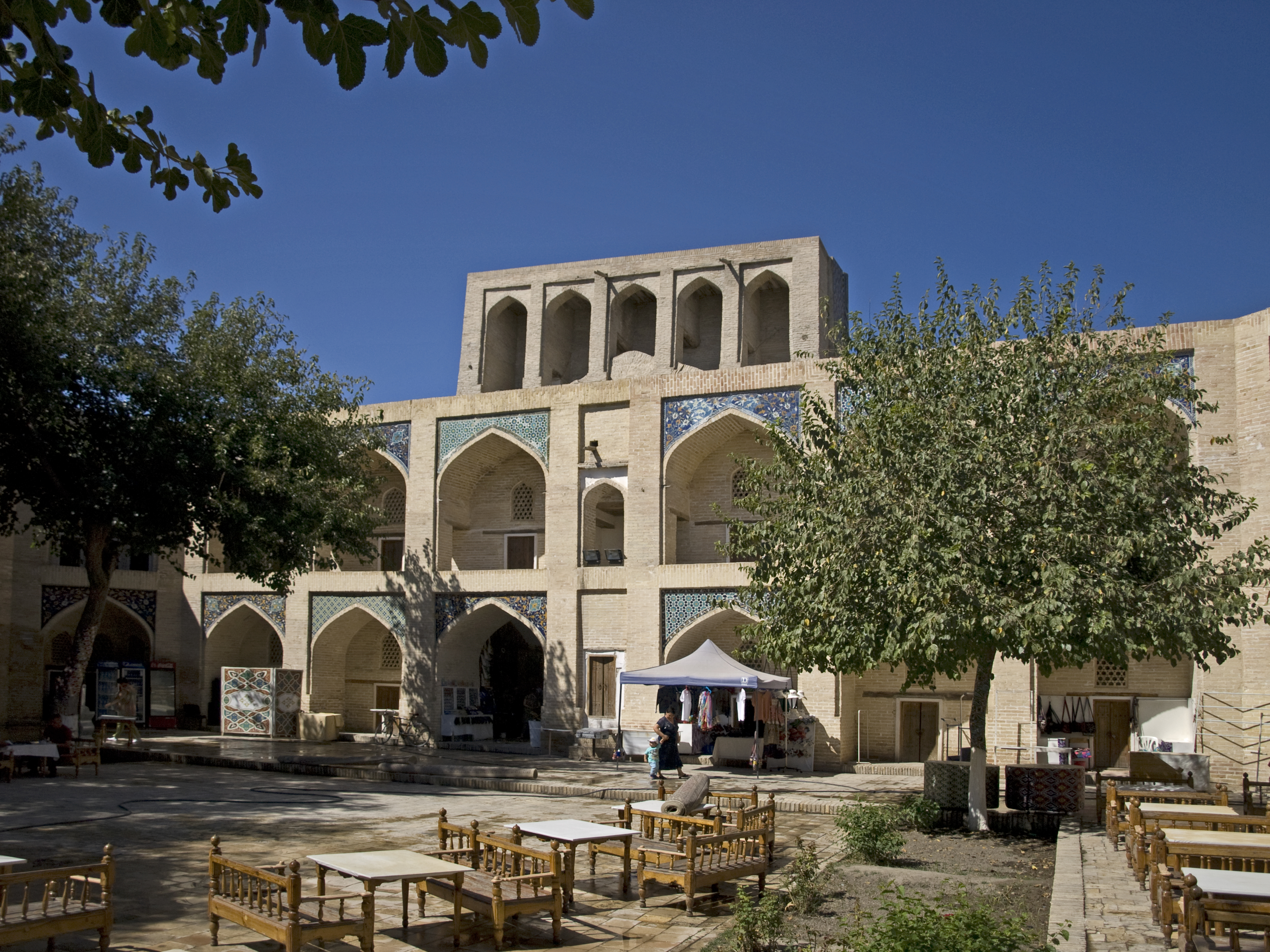
Le patio
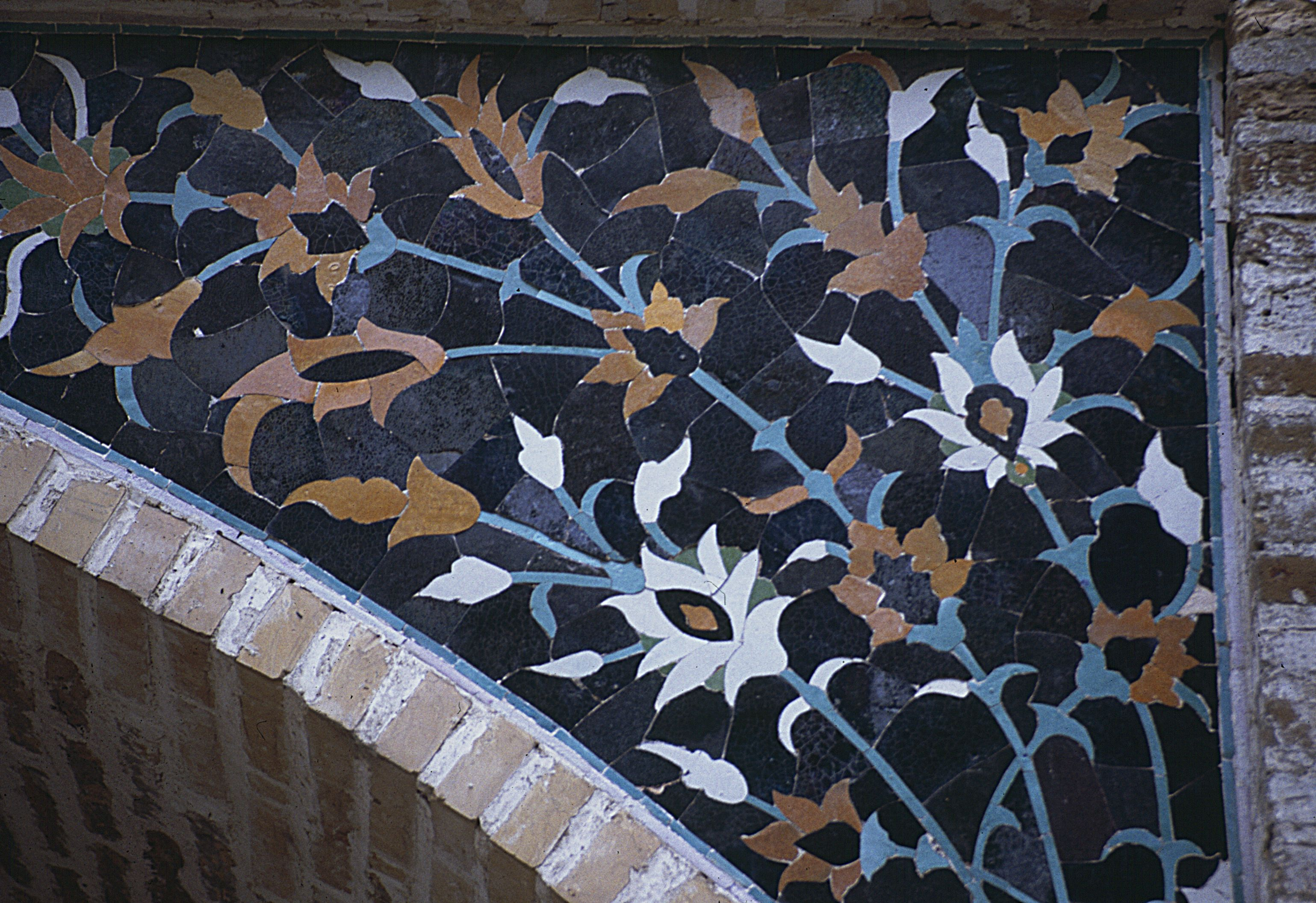
La mosaïque